# Jean Victor Coste

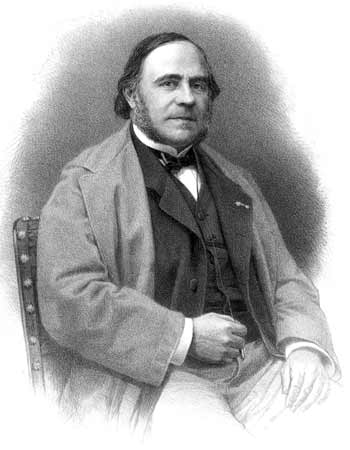
Victor Coste

Jacques Marie Cyprien Victor Coste (* 10. Mai 1807 in Castries (Hérault); † 19. September 1873 in Résenlieu (vormals Rézenlieu) in der Nähe von Gacé (Orne)) war ein französischer Mediziner, Embryologe und  Naturforscher.

## Leben
Er wurde als Sohn von Jacques und Marguerite Coste (geborene Julien) geboren. Sein Medizinstudium absolvierte er an der Medizinischen Fakultät von Montpellier, wo er insbesondere auch Kurse bei dem Chirurgen und Anatomen Jacques Mathieu Delpech (1777–1832) besuchte.
Von 1836 an lehrte er Anatomie an der École pratique de Paris sowie seit 1844 Embryologie am Collège de France.
Er gab 1834 mit Jacques Mathieu Delpech (1777–1832), einem französischen Chirurgen,  die Recherches sur la génération des mammifères et la formation des embryons heraus und wurde aufgrund dieser Abhandlung als Dozent für Entwicklungsgeschichte an das naturgeschichtliche Museum berufen. Er erhielt auch einen Lehrstuhl am Collège de France.
1851 wurde er Mitglied der Académie des sciences und 1871 zum  Präsidenten der Akademie der Wissenschaften ernannt.
Besonders verdient machte sich Coste um die Fischzucht. Auf den Bericht von Coste und Henri Milne Edwards (1800–1885) hin gründete die Regierung unter seiner Leitung 1852 die große Fischzuchtanstalt in Hüningen im Elsass. Diese, in der ehemaligen Überschwemmungszone des Rheins gelegene Anlage, produzierte in zwei Jahren über 600.000 Lachse und Forellen zur Besetzung der Rhone. Die jungen Fische wurden zur Wiederbesiedlung der Flussläufe in alle Welt verschickt.
Coste unternahm Züchtungsversuche mit immer neuen Arten und bereiste die französischen und italienischen Küstenländer. Im Jahre 1859 gründete er die Marine Station von Concarneau, Station biologique de Concarneau.
Er wurde nach 1860 zum Generalinspektor der See- und Flussfischerei ernannt und begann Unternehmungen zur Hebung der Austernzucht, die zuerst erstaunliche Resultate versprachen, dann zu scheitern drohten, aber letztlich doch Erfolge gehabt haben. Er entwickelte ein breites Wissen und Erfahrungen mit künstlichen Austernbänken, vor allem 1859 mit denen in Arcachon.

## Weitere Werke
- J. V. Coste: Cours d'embryogénie comparée (Paris 1837)
- J. V. Coste: Ovologie du kanguourou (Paris 1838)
- J. V. Coste: Histoire générale et particulière du développement des corps organisés (Paris 1847–1859).
- J. V. Coste: Instructions pratiques sur la pisciculture (Paris 1853, 2. Aufl. 1856)
- J. V. Coste: Voyage d'exploration sur le littoral de la France et de l'Italie (1855, 2. Aufl. 1861)
- J. V. Coste, J. M. Delpech: Recherches sur la génération des mammifères (...) Suivies de recherches sur la formation des embryons. (par MM. 1834)